# David Gould
David Gould (9 de janeiro de 1873 — 25 de janeiro de 1939) foi um futebolista, treinador de futebol e árbitro de futebol norte-americano de origem escocesa. Ele dirigiu os Estados Unidos na Copa do Mundo de 1934, sediada na Itália, na qual seus comandados terminaram na última colocação dentre os 16 participantes.